# Бруно Штреккенбах
Бруно Генріх Гуго Штреккенбах (нім. Bruno Heinrich Hugo Streckenbach; латис. Bruno Heinrihs Štrekenbahs; *7 лютого 1902, Гамбург — †28 жовтня 1977, Гамбург) — один із керівників СС; группенфюрер СС, генерал-лейтенант військ СС і поліції (1941). Командир 19-ї Латвійської добровольчої дивізії СС.
В'язень сталінських концтаборів.

## Біографія
Уродженець міста Гамбурга. З сім'ї чиновника митниці. 1919 закінчив реальну гімназію і добровільно вступив рядовим до 6-го піхотного полку рейхсверу, звідки в листопаді був відрахований, за відсутністю можливості отримати офіцерське звання.
1920—1923 — член організації «Союз Вервольф». Член НСРПН (з березня 1931). Восени 1932 вступив до 28-го штандарту СС (Гамбург).
1933—1936 — начальник гамбурзької таємної поліції.
1936—1939 — інспектор поліції безпеки Х військового округу (Гамбург).
У серпні 1939 відряджений до Відня, до штабу угруповання «Зюд», для створення і керівництва поліцією, яку готували до дій в умовах війни проти Польщі. Під час походу на Польщу очолював айнзатцгруп I, надану 14-й армії.

### Участь у Другій світовій війні
У вересні 1939 — начальник поліції безпеки при армійському угрупованні «Зюд» (Краків, із середини жовтня 1939 — столиця Генерал-губернаторства). З жовтня 1939 — уповноважений поліції безпеки при Верховному командуванні СС і поліції Генерал-Губернаторства (очолював обергрупенфюрер СС Фрідріх Крюгер).
З травня 1940 по грудень 1942 — начальник 1-го Управління (Управління кадрів) Головного управління імперської безпеки.
З грудня 1942 по лютий 1943 — командир дивізіону протитанкової артилерії 8-ї кавалерійської дивізії СС (група армій «Центр»; у травні-червні 1943 брав участь у боротьбі з диверсійними загонами НКВС СРСР (проти банд Ковпака) на території України — у трикутнику між Прип'яттю і Дніпром).
З середини серпня 1943 — командир 1-го (16-го) кавалерійського полку 8-ї кавалерійської дивізії СС; потім, з середини вересня 1943 по січень 1944 — командир тієї ж дивізії.

### Латвійський період
З 13 квітня 1944 по 9 травня 1945 — командир 19-ї Латвійської добровольчої дивізії СС.

### Поневіряння у комуністичних в'язницях
Заарештований сталінськими спецслужбами 28 грудня 1946 (з 9 травня 1945 — військовополонений сталінських військ).
Вироком Військового трибуналу Московського округу ЗС СРСР від 18 лютого 1952 за «злочини», передбачені ст. 2 параграф 1 п. «а», «в», «з» Закону № 10 Контрольної ради в Німеччини і ст. 1 Указу Президії Верховної Ради СРСР від 19 квітня 1943 в відповідно до ст. 2 Указу Президії Верховної Ради СССР від 26 травня 1947 «Про скасування страти», засуджений до позбавлення у концтаборів терміном на 25 років.
28 вересня 1955 Бруно Штреккенбах достроково звільнений із концтаборів СРСР 10 жовтня 1955 р. і переданий уряду НДР у місті Херліхаузен. Проживаючи на території комуністичної Німеччини, постійно звинувачувався у якихось злочинах, але навіть комуністичні суди саботували ці судилища і не виносили вироків на підставі його недієздатності.

## Звання[3]

### Загальні СС/поліція
- Штурмфюрер СС (24 грудня 1932)
- Гауптштурмфюрер СС (12 червня 1933)
- Штурмбаннфюрер СС (2 вересня 1933)
- Оберштурмбаннфюрер СС (9 листопада 1933)
- Штандартенфюрер СС (20 квітня 1934)
- Оберфюрер СС (13 вересня 1936)
- Бригадефюрер СС (20 квітня 1939)
- Генерал-майор поліції (1 січня 1941)
- Группенфюрер СС і генерал-лейтенант поліції (9 листопада 1941)

### Війська СС
- Унтерштурмфюрер резерву СС (18 січня 1943)
- Оберштурмфюрер резерву СС (1 березня 1943)
- Гауптштурмфюрер резерву СС (10 березня 1943)
- Штурмбаннфюрер резерву СС (11 березня 1943)
- Оберштурмбаннфюрер резерву СС (1 липня 1943)
- Штандартенфюрер резерву СС (28 серпня 1943)
- Оберфюрер резерву СС (30 січня 1944)
- Бригадефюрер резерву СС і генерал-майор резерву військ СС (1 липня 1944)
- Группенфюрер резерву СС і генерал-лейтенант резерву військ СС (9 листопада 1944)

## Нагороди
- Відзнака чемпіона Німецького товариства веслування (1924)
- Йольський свічник (16 грудня 1935)
- Спортивний знак СА в бронзі
- Почесна шпага рейхсфюрера СС
- Кільце «Мертва голова»
- Орден Заслуг (Угорщина), командорський хрест (24 серпня 1938)
- Золотий партійний знак НСДАП (30 січня 1939)
- Залізний хрест 2-го класу (10 жовтня 1940)
- Хрест Воєнних заслуг 2-го і 1-го класу з мечами (30 січня 1942) — отримав 2 нагороди одночасно.
- Залізний хрест 1-го класу (15 липня 1943)
- Відзнака для східних народів 1-го класу в сріблі (6 вересня 1943)[3]
- Нагрудний знак «За участь у загальних штурмових атаках» (25 вересня 1943)
- Нагрудний знак ближнього бою в бронзі (30 жовтня 1943)
- Німецький хрест в золоті (15 грудня 1943)
- Тричі відзначений у Вермахтберіхт (9 серпня, 30 вересня і 27 грудня 1944)
- Лицарський хрест Залізного хреста з дубовим листям
  - Хрест (27 серпня 1944)
  - Дубове листя (№ 701; 16 січня 1945) — нагороджений Адольфом Гітлером.
- Медаль «За вислугу років у НСДАП» в бронзі та сріблі (15 років)
- Медаль «За вислугу років у СС» 4-го, 3-го і 2-го ступеня (12 років)
- Нарукавна стрічка «Курляндія» (1945)